# Mastnoplod Hookerův

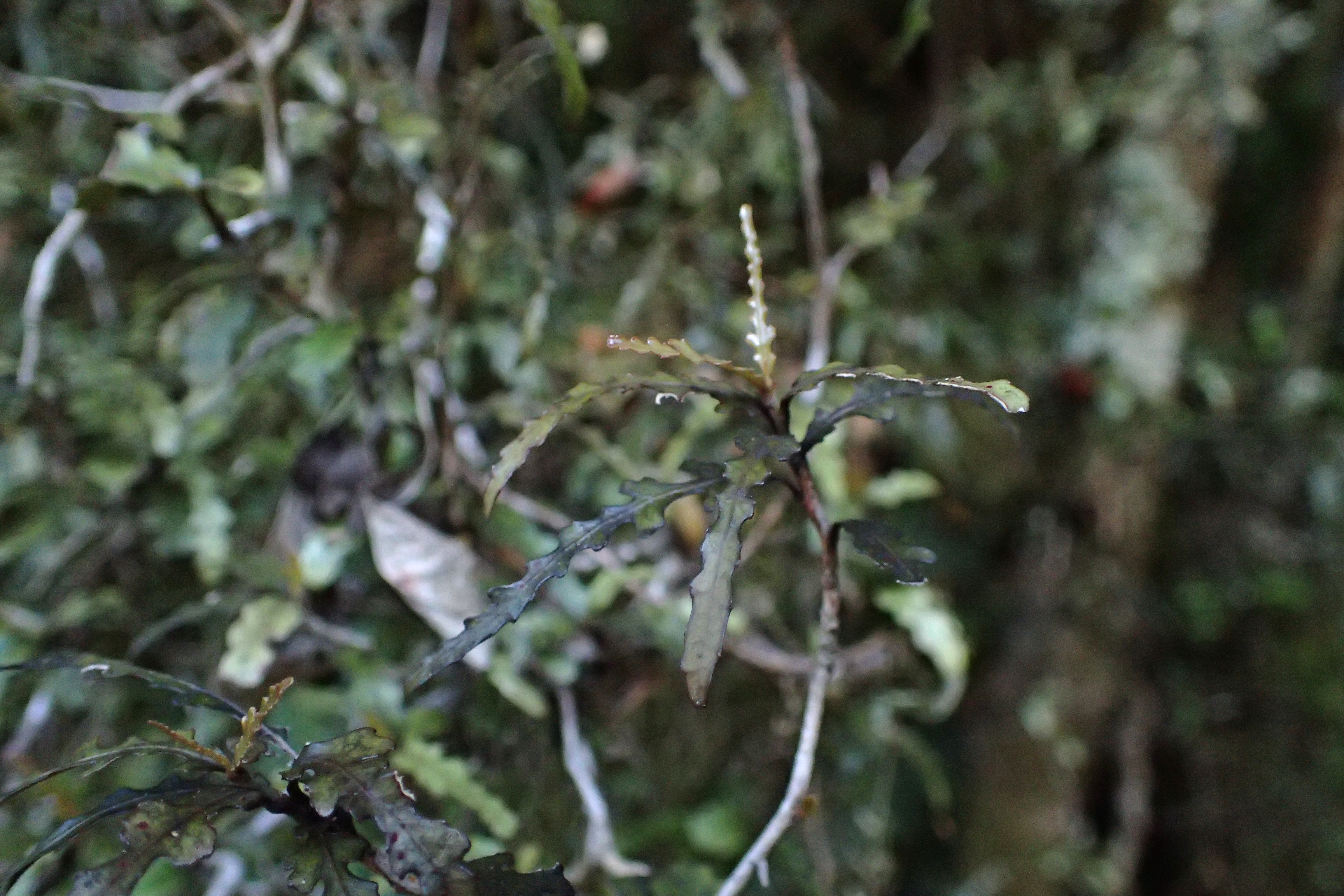
Listy mladého jedince

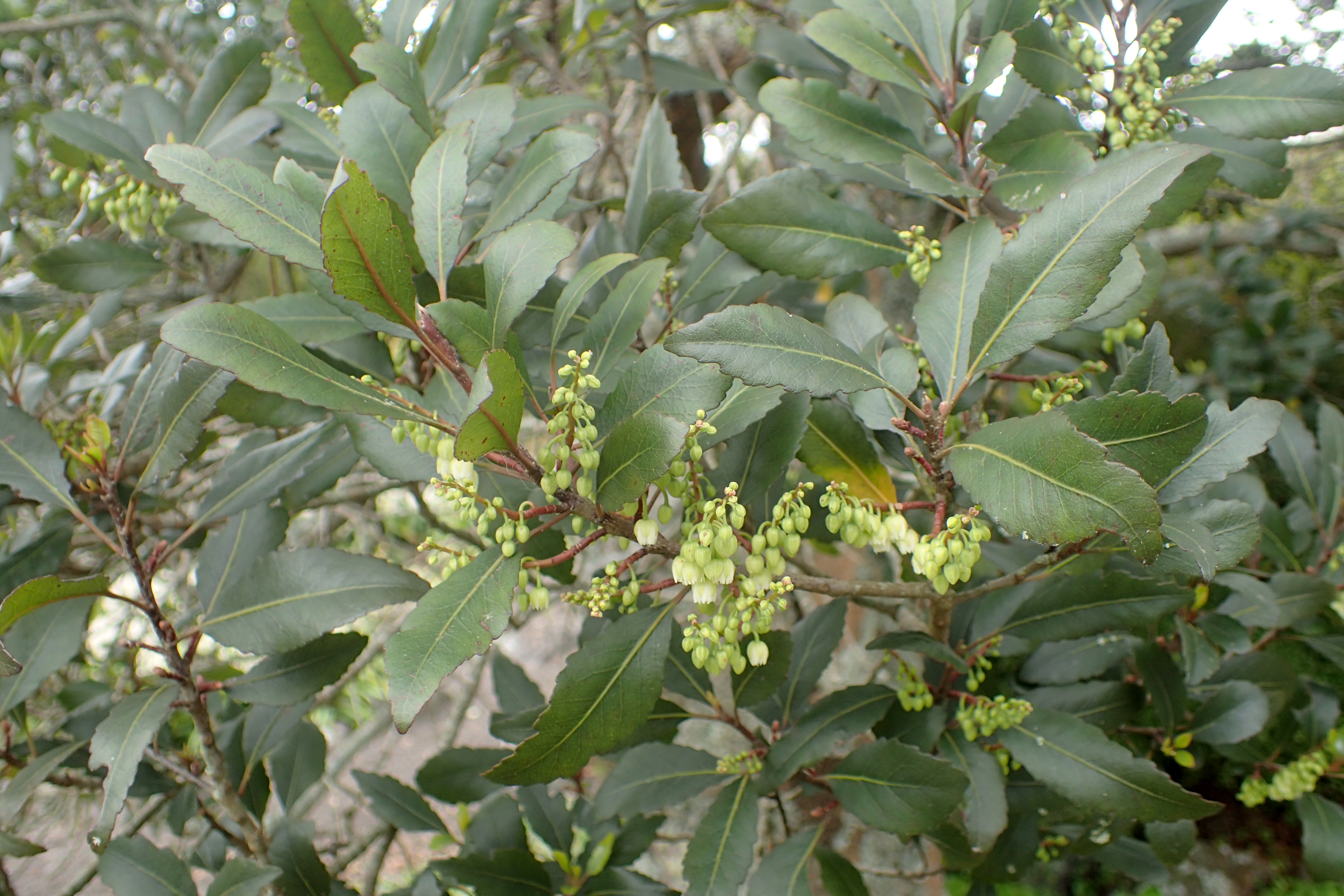
Listy dospělce a květy

Mastnoplod Hookerův (Elaeocarpus hookerianus) je stálezelený strom, endemická dřevina z Nového Zélandu, kde může dorůst až do výše 12 m. Kvete drobnými bílými květy, které se po opylení přemění ve fialové bobule. Strom je charakteristický svými vícetvarými listy a způsobem růstu větví, značně se lišícími v mládí a v dospělosti.
Rodové jméno Elaeocarpus je odvozeno z "olivě podobnému plodu", oliva je řecky ελιά a plod je řecky καρπός. Druhové jméno hookerianus dostala rostlina po věhlasném anglickém botanikovi a cestovateli Josephu Daltonu Hookerovi (1817-1911).

## Rozšíření
Dřevina roste na hlavních ostrovech Nového Zélandu. Na Severním ostrově se vyskytuje směrem na jih od 35° jižní zeměpisné šířky, převážně v chladnějších, výše položených místech. Na studenějším, Jižním ostrově roste hojněji, v nížinných i horských lesích. Vyskytuje se i na malém třetím, nejjižnějším, běžně nedostupném Stewartově ostrově.

## Ekologie
Nejlépe mu vyhovuje hluboká půda, která může být lehká písčitá nebo mírně jílovitá, vždy ale dobře odvodněná. Na pH půdy není náročný, roste v zeminách kyselých, neutrálních i zásaditých, které jsou hojně zásobené humusem. Vyskytuje se na plném slunci, stejně jako v polostínu světlého lesa, snese chlad, ne však mráz. Dobře zakořeněný strom, který nejlépe prosperuje v mírně vlhké půdě, snese i období sucha.
Rychlost růstu je středně velká, v pěti létech bývá vysoký asi 3 m. Kvete od října do ledna, plody zrají od listopadu do března. Počet chromozomů 2n = 30.

## Popis
Strom dorůstá v domovině nejvýše do 12 m a jeho kmen nebývá širší než 1 metr, kůra je světla a v mládi hladká, později vrásčitá. Listy v dospělém věku vyrůstají střídavě, mají asi 1 cm dlouhé řapíky i palisty, jsou celistvé, ploché a kožovité. Jsou na stromě dlouze vytrvalé, vyrůstají rozptýleně nebo jsou seskupené u konců větví, jejich čepele mohou být kopinaté, obvejčité, úzce podlouhlé, na vrcholu tupé nebo špičaté, od 4 do 8 cm dlouhé a 1 až 2 cm široké, po obvodě bývají vroubkované či pilovité, na lícní straně mají výraznou nervaturu tvořenou pěti až devíti páry žilek.
Květy jsou zelenavě bílé, asi 5 mm velké, visí na 1 cm stopkách a v počtu pěti až dvanácti vytvářejí 2 až 4 cm dlouhá hroznovitá květenství. Jsou oboupohlavné, pětičetné, kopinaté kališní lístky jsou 3 mm dlouhé, bílé korunní lístky velké 4,5 mm bývají vícelaločné nebo roztřepené. V květu může být průměrně 15 tyčinek s prašníky, horní semeník má jeden pestík. Opylení rozkvetlých květů zajišťují převážně včely.
Plod je asi 8 mm dužnatá peckovice eliptického tvaru, hnědé až tmavě fialové barvy. Obsahuje jedinou tvrdou, hluboce zvrásněnou pecku se semenem, asi 25 % plodu tvoří jedlá dužina. Na stromech se stávají potravou plodožravých ptáků, hlavně holuba maorského. Po opadu se stromů je požírají, případně odnášejí, drobní savci, občas semena ztrácejí a tak zajišťují jejich rozšiřování. Semena klíčí velmi pomalu, bez skarifikace nejdříve za dva roky.

## Různolistost
Výše je uveden tvar a velikost listů dospělého exempláře. Dřevina však prochází během růstu třemi etapami, ve kterých rozdílně vypadají listy i tvary větví na kterých vyrůstají. V nejmladším stadiu, které nejčastěji probíhá ve stínu vzrostlých stromů, rostlina vytváří hustý, tzv. divarikující keř, jehož krátké a tuhé větvičky se v internodiích variabilně větví v širokém uhlu, vyrůstají svisle i vodorovně a vzniká tak těsně propletená, neprůchodná rostlina. Krátké větvičky jsou porostlé četnými malými, variabilními listy, jež jsou oválné, podlouhlé, kopinaté, zubaté nebo celokrajné, obvykle bývají skvrnité a zbarvené od světle hnědé až po černohnědou, v zastíněnému prostředí se téměř podobají starým listům ležícím na zemi. Po dosažení výšky asi 3 m klesá počet vodorovných větviček, začíná se prosazovat vrcholový růst a vytváří se kmen. Nové listy jsou o málo větší, slabě kožovité, většinou podlouhlé a různě zubaté. Jak dřevina vyrůstá a dostává více světla získává postupně tvar stromu, větve tloustnou, listy na nich se zvětšuji a stávají se tuhými.
Existuje názor, že některé rostliny jsou v mládí takto netradičně tvarované a jejich listy jsou nezeleně zbarvené proto, aby v juvenilním věku co nejvíce ztížily nalezení a spasení býložravými zvířaty. Nahrazují tímto způsobem neexistující trny, ostny nebo odpuzující látky v pletivu. Nový Zéland před příchodem lidí sice postrádal býložravé savce, místo toho jej obývali nelétaví býložraví ptáci Moa. Hustě rozvětvené větvičky a matná nezelená barva různě tvarovaných listů je měla v lesním šeru mást a odrazovat při hledání potravy. Tomu odpovídá změna v morfologii během ontogeneze, kdy dřevině při dosažení výšky 2 až 4 m (max. dosažitelnost ptáka Moa) začínají růst větší, zelené listy a začíná se stromovitě větvit. Nelze však již zjistit ostrost ani zrakové spektrum ptáků Moa.